# 俞炳彦
俞炳彦（韓語：유병언，1941年2月11日—2014年4月16日）是韩国的宗教家、企业家、摄影师。

## 生平
俞炳彦出生于日本京都。
1962年與岳父權信燦一同創辦「基督教福音浸禮會」（俗稱救援派）的前身「平信徒福音傳教會」，70年代後期開始，藉口為信徒謀職位向信徒收費，實際上斂財以創立自己的事業王國，並於1978年成立三友貿易、1979年成立SEMO集團。
1986年俞炳彥獲得漢江遊輪運營權，向保健食品、遊輪、造船、海運、化學等領域擴張事業。
1987年在韓國京畿道龍仁市工藝品廠發生的五大洋集體自殺事件，俞炳彥被指為幕後黑手，但檢方調查後認為他與事件無關。
1991年案件重新展開調查時，揭發他騙取信徒11億韓元，俞炳彥被判處4年有期徒刑。
2014年世越號沉沒事故發生後，所屬的清海鎮海運公司社長俞炳彥被揭發涉嫌挪用公款、轉移資金到海外及逃稅等，逃亡在外未出庭遭通緝。2014年7月22日，全羅南道地方警察廳6月12日在全羅南道順天市發現一具遺體，死者疑似為俞炳彥，跟已被捕的俞炳彥兄長的DNA比對，證實兩者是兄弟，因此認定死者就是俞炳彥。

## 世茂集团成員
- 世茂
- 清海镇海运
- 天海地
- I1I控股
- 沙粒设计
- Moonjin媒体
- 儿孩
- Onzigoo
- Onnara
- Devauve-et-gallais Korea
- 蛋黄购物
- 总是铃儿响叮当兰德
- 钻石和黄金
- SLPLUS
- MonteCristo咖啡馆
- 国际视频
- 蓝色田农业合作社
- Dapanda [7]

## 资料来源
1. . News.naver.com. 24 July 1991  [22 May 2014]. （原始内容存档于2019-03-13） （韩语）.
2. LEXILOGOS. .   [22 May 2014]. （原始内容存档于2014-05-17）.
3. . Ushuaia.pl.   [22 May 2014]. （原始内容存档于2014-08-20）.
4. ↑  .   [2017-07-12]. （原始内容存档于2016-12-19）.
5. ↑  .   [2014-07-22]. （原始内容存档于2016-11-27）.
6. ↑  .   [2016-11-27]. （原始内容存档于2016-11-27）.
7. ↑  沉船船主涉嫌非法向海外转移巨款[永久]